# Czeremosz

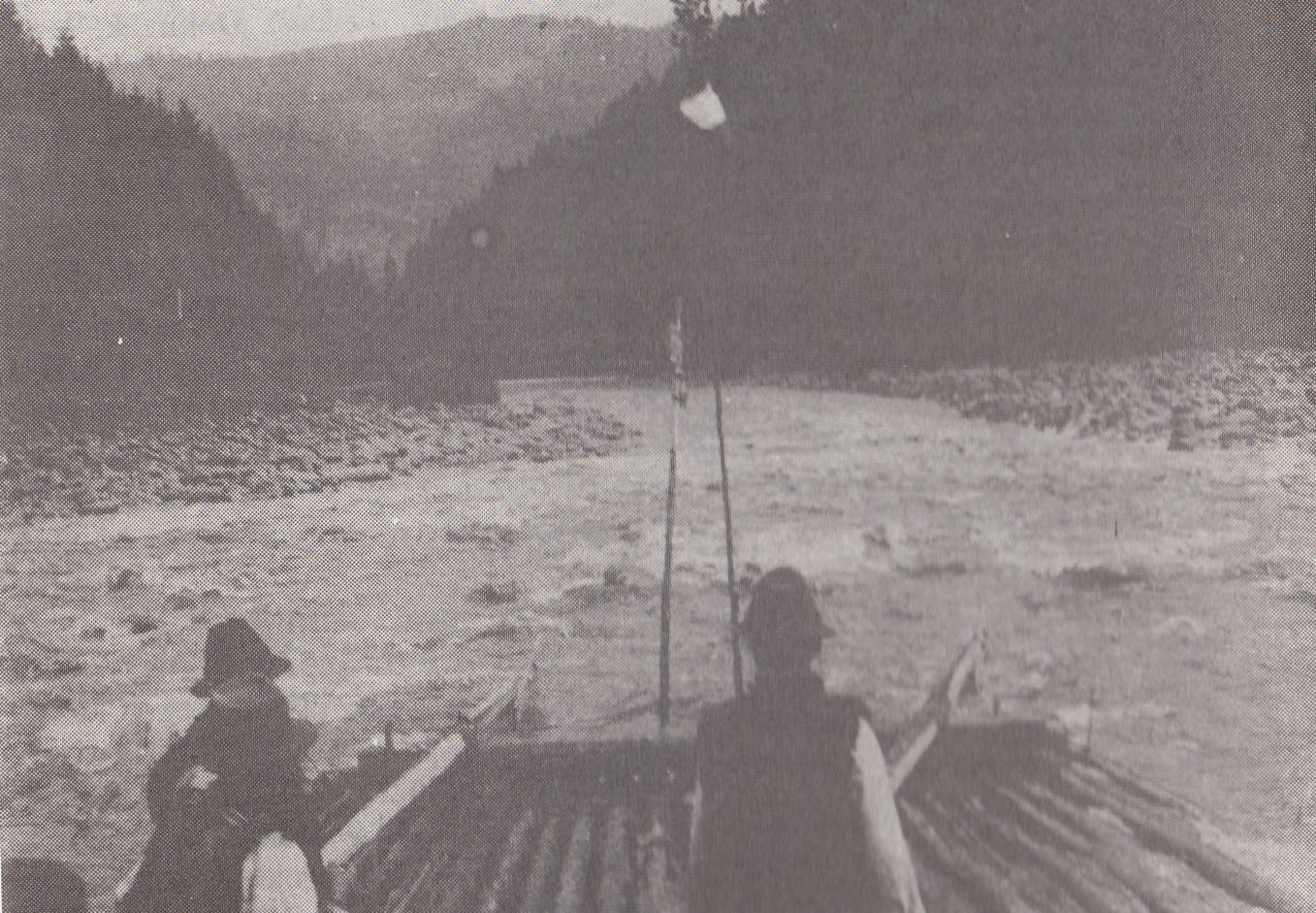
Spływ Czeremoszem

Czeremosz (ukr. Черемош, rum. Ceremuș) – rzeka na zachodniej Ukrainie, w Karpatach Wschodnich, prawy dopływ Prutu o długości 80 km (167 km z Czarnym Czeremoszem) i powierzchni dorzecza 2560 km². Nazwa rzeki często pojawia się w kulturze ludowej, w szczególności w odniesieniu do tradycji huculskiej.
Rzeka powstaje z połączenia Białego Czeremoszu i Czarnego Czeremoszu, płynie przez Połoniny Hryniawskie, Beskidy Pokucko-Bukowińskie i Wschodnie Podkarpacie, a do Prutu uchodzi w miejscowości Niepołokowce. Na Czeremoszu są liczne progi, a w jego dolinie znajdują się źródła mineralne. Rzeka jest wykorzystywana do spławu drewna.
W latach 1919–1939 Czeremosz był rzeką graniczną między Polską i Rumunią.
Ważniejsze miejscowości nad Czeremoszem: Wyżnica, Kuty, Waszkowce, Niepołokowce.